# Boston Rovers 1967
Questa pagina raccoglie i dati riguardanti il Boston Rovers nelle competizioni ufficiali della stagione 1967.

## Stagione
Nell'estate 1967 il club irlandese dello Shamrock Rovers disputò il campionato statunitense organizzato dalla United Soccer Association: accadde infatti che tale campionato fu disputato da formazioni europee e sudamericane per conto delle franchigie ufficialmente iscritte al campionato, che per ragioni di tempo non avevano potuto allestire le proprie squadre. Lo Shamrock rappresentò i Boston Rovers, e chiuse al sesto ed ultimo posto della Eastern Division, con 2 vittorie, 3 pareggi e 7 sconfitte, non qualificandosi per la finale (vinta dai Los Angeles Wolves, rappresentati dai Wolverhampton). I Rovers, per rafforzare la rosa, ingaggiarono in prestito dal Plymouth Pat Dunne, che aveva già giocato per l club di Dublino dal 1962 al 1964.

## Organigramma societario
Area direttiva
Area tecnica
- Allenatore: Liam Tuohy

## Rosa
| N.   |                        | Ruolo | Calciatore     |
| ---- | ---------------------- | ----- | -------------- |
| 1    | Inghilterra (bandiera) | C     | John Brookes   |
| 1    | Irlanda (bandiera)     | P     | Pat Dunne      |
| 2    | Irlanda (bandiera)     | D     | John Keogh     |
| 2    | Irlanda (bandiera)     | C     | Ronnie Nolan   |
| 3    | Irlanda (bandiera)     | D     | Pat Courtney   |
| 4/6  | Irlanda (bandiera)     | C     | Mick Kearin    |
| 4    | Irlanda (bandiera)     | D     | John Fullam    |
| 5    | Irlanda (bandiera)     | C     | Paddy Mulligan |
| 5    | Irlanda (bandiera)     | C     | David Pugh     |
| 6    | Scozia (bandiera)      | C     | Dougie Wood    |
| 7/9  | Irlanda (bandiera)     | A     | Frank O'Neill  |
| 7/11 | Irlanda (bandiera)     | C     | Tommy Kinsella |

| N. |                           | Ruolo | Calciatore       |
| -- | ------------------------- | ----- | ---------------- |
| 8  | Irlanda (bandiera)        | A     | Billy Dixon      |
| 9  | Irlanda (bandiera)        | A     | Bobby Gilbert    |
| 10 | Irlanda (bandiera)        | A     | Mick Leech       |
| 10 | Irlanda (bandiera)        | A     | Liam Tuohy       |
| 11 | Brasile (bandiera)        | A     | Carlos Metidieri |
| 12 | non conosciuta (bandiera) | C     | Alexander Wood   |
|    | Stati Uniti (bandiera)    | P     | Orest Banach     |
|    | Perù (bandiera)           | A     | Jorge Benítez    |
|    | Irlanda (bandiera)        | D     | Sean Core        |
|    | Irlanda (bandiera)        | D     | Tommy Farrell    |
|    | Brasile (bandiera)        | A     | Gilson Metidieri |
|    | Irlanda (bandiera)        | P     | Mick Smyth       |